# Universidade Católica de Honduras
A Pontifícia Universidade Católica de Honduras Nossa Senhora Rainha da Paz, ou simplesmente Universidade Católica de Honduras, (acrônimo: Unicah) — coloquialmente conhecida como "a Católica" ou "a Cato"— é uma universidade privada e católica localizada na cidade de Tegucigalpa, Honduras. Foi fundada em 4 de dezembro de 1992 pelos religiosos Héctor Enrique Santos Hernández e Óscar Andrés Rodríguez Maradiaga.
Por ser uma universidade pontifícia, depende da Santa Sé e da Igreja Católica hondurenha (através da Arquidiocese de Tegucigalpa). Está afiliada ao Conselho Centroamericano de Acreditação da Educação Superior (CCA), ao Conselho de Educação Superior (CES-Honduras), à Associação Nacional de Universidades Privadas de Honduras (ANUPRIH) e à Federação Internacional de Universidades Católicas (FIUC).
A oferta acadêmica vigente consiste em dezessete cursos de graduação, os quais estão distribuídos em sete faculdades e escolas distintas. Da mesma forma, a universidade oferece dezesseis programas de pós-graduação e dois de doutorado. O campus central da universidade encontra-se em Tegucigalpa, embora a instituição também disponha de 10 campus acadêmicos regionais distribuídos em diferentes cidades do país, um campus administrativo e um campus de esperitualidade (Centro de retiros espirituais).
Com um alto enfoque nas áreas de estudo e pesquisa das ciências administrativas, das ciências da saúde e da engenharia, entre outras, é considerada uma das instituições de educação superior com maior prestígio no país, o que é comprovado por diferentes ranking internacionais.
Nesse sentido, ocupa a posição 4 entre as 7 universidades hondurenhas que aparecem no Ranking Webométrico Mundial de Universidades do Conselho Superior de Investigações Científicas. Enquanto nos rankings 2020 Honduran University Ranking e 2020 Private Honduran Universities, do uniRank, ocupa as posições 4 e 2, respectivamente. Também é, junto à Universidade Nacional Autónoma de Honduras, à Universidade Zamorano, à Universidade Pedagógica Nacional Francisco Morazán e à Universidade Tecnológica Centroamericana, uma das únicas 5 universidades hondurenhas incluídas na base de dados World Top Universities da Quacquarelli Symonds. No Ranking Iberoamericano de Instituições de Educação Superior 2021 do Scimago Institution Rankings (SIR), ocupa a quarta posição entre as melhores universidades hondurenhas (entre nove) por suas contribuições à pesquisa científica.

## História

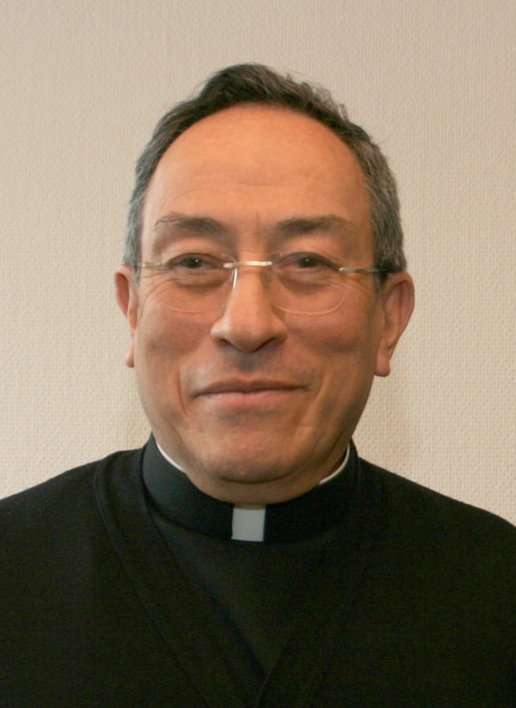
O Cardeal Óscar Andrés Rodríguez, um dos fundadores da Universidade Católica.

### Antecedentes
A ideia de fundar a Universidade Católica de Honduras surgiu por parte de um distinto grupo de líderes católicos, entre os quais estavam o Arcebispo de Honduras, Dom Héctor Enrique Santos Hernández, e o Bispo Auxiliar de Tegucigalpa, Óscar Andrés Rodríguez Maradiaga. Eles, em coordenação com os senhores Elio David Alvarenga Amador (Primer reitor da Universidade), Jorge Alberto Palma Gutiérrez, Jaime Villatoro Flores, José Roberto Moncada, Jorge Elías Fléfil, Edgar Handal Facussé e o Padre Lucas McGraft.

### Fundação
A universidade foi criada formalmente em 4 de dezembro de 1992, sob o acordo n.º 17-42-92 do Conselho de Educação Superior de Honduras. Após a formação das autoridades, Héctor Enrique Santos Hernández, Dom Héctor Enrique Santos Hernández fez a promessa de lei. Em 3 de fevereiro de 1993, a Universidade Católica de Honduras iniciou sua história acadêmica com apenas 77 estudantes, e com os seguintes cursos: Engenharia em Ciências Ambientais, Engenharia Comercial e Engenharia em Ciências da Computação; Licenciatura em Relações Internacionais, Licenciatura em Diplomacia, Marketing e Bancos e Finanças. No mesmo ano, foi fundado o campus na cidade de Choluteca, funcionando inicialmente nas instalações do Instituto Santa Maria Goretti.

### Século XX
Em 1994 foi inaugurado o Programa FAH-UNICAH nas instalações da Escola de Capacitação de Comando Intermediário, com os cursos de Engenharia Industrial, Administração de Empresas, Marketing e Engenharia em Ciências da Computação.
Em 1995 foi criada a carreira de Administração de Empresas nos níveis de Licenciatura, Mestrado e Doutorado. Também foi reformulado o plano de estudos da Engenharia Comercial, sendo renomeada para Engenharia Industrial. No mesmo ano, foi inaugurado o Campus São Pedro e São Paulo em San Pedro Sula, com os cursos de Engenharia Industrial, Administração de Empresas, Bancos e Finanças, Engenharia em Ciências da Computação e Engenharia em Ciências Ambientais.
Em 1999 foram modificados os cursos de Engenharia Ambiental, Engenharia em Ciências da Computação, Marketing, Bancos e Finanças, Administração de Empresas e Relações Internacionais; essas modificações incluíam a aprovação e o início do Mestrado em Relações Internacionais e Comércio Exterior. Da mesma forma, foram inaugurados os cursos de Psicologia, Direito, Engenharia Civil e Cirurgia Dentária no nível de licenciatura. Em Juticalpa foi aberto o Campus Santa Clara, com os cursos de Engenharia Industrial, Administração de Empresas e Marketing.

### Século XXI

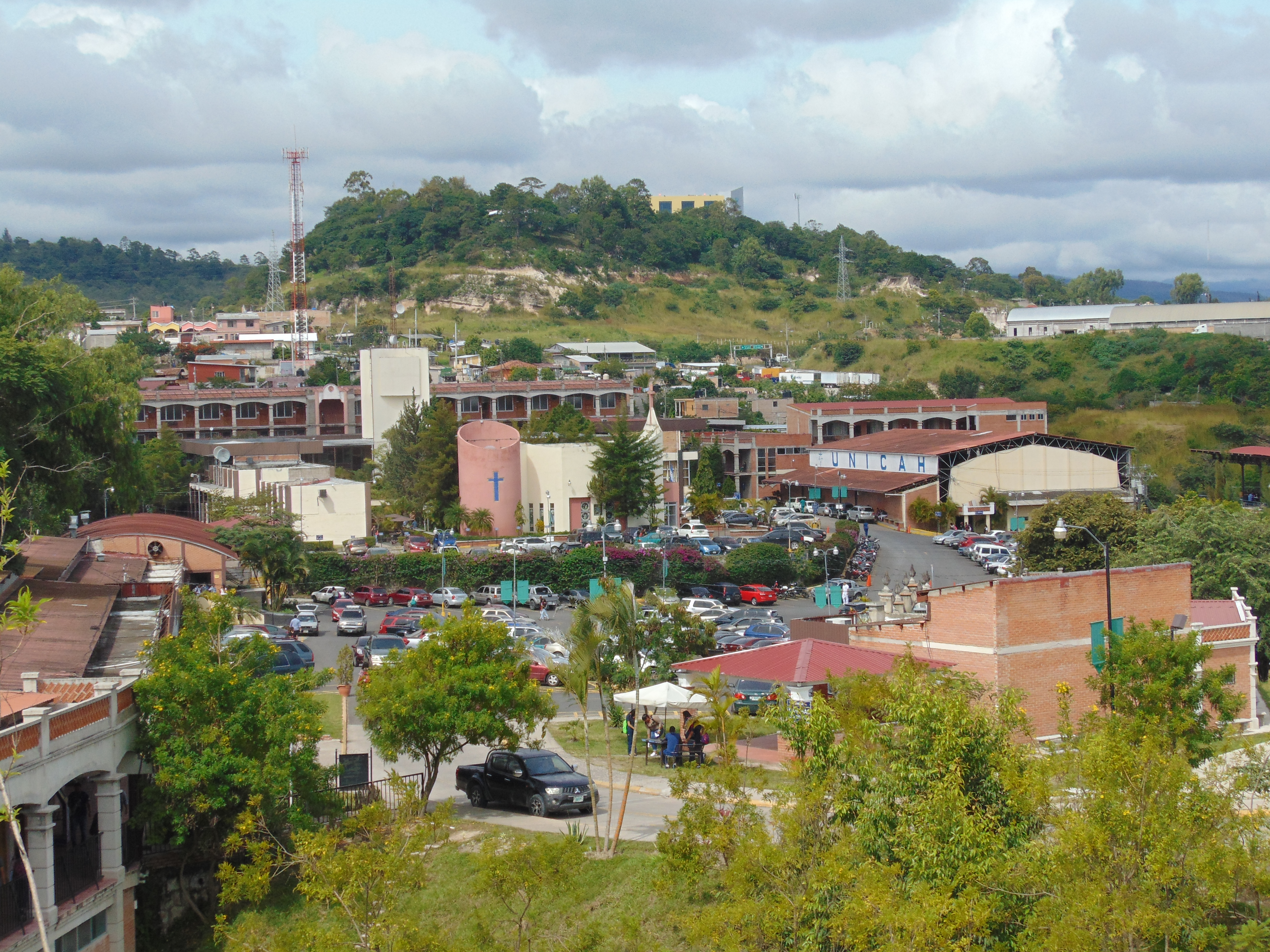
Campus Sagrado Coração de Jesus (Tegucigalpa) em 2016

Em 2000 foi fundado o Campus Jesus Sacramentado na cidade de Siguatepeque. Iniciou com os cursos de Engenharia Industrial, Marketing, Administração de Empresas e Direito. Também, no Campus Sagrado Coração de Jesus (Tegucigalpa), foi aprovado e iniciado o Mestrado em Gestão da Qualidade Total e o Mestrado em Gestão de Projetos, em um programa interno destinado ao pessoal docente e administrativo da Universidade Católica de Honduras.
Em 2001 foi aprovado o Mestrado em Ciências Religiosas. Da mesma forma, foi modificado o Plano de Estudos do Doutorado, sendo chamado a partir desse momento Doutorado em Ciências Administrativas. Em 2002 foi inaugurado o Campus São Isidro em La Ceiba e em 2003 o Campus Santa Rosa de Lima em Santa Rosa de Copán.
Em 2002 foi iniciada a carreira de Medicina e Cirurgia no Campus São Pedro e São Paulo na cidade de San Pedro Sula. Posteriormente, em 2005, foi inaugurada a mesma carreira no Campus Sagrado Coração de Jesus em Tegucigalpa e também a carreira de Cirurgia Dentária em ambos os campus simultaneamente. Dessa forma, a Universidade Católica de Honduras tornou-se a segunda universidade do país com uma oferta acadêmica na área de medicina, atrás apenas da Universidade Nacional Autónoma de Honduras.
Em 10 de julho de 2010 foi iniciada a construção do Hospital Católico "Padre Pio de Pietrelcina", localizado no Campus Sagrado Coração de Jesus. O Cardeal Óscar Andrés Rodríguez deu início à obra, na qual os estudantes da Faculdade de Saúde da Universidade Católica realizarão sua prática profissional.
Em 27 de maio de 2011 foi firmado um convênio com a Universidade Loyola Nova Orleans para criar um programa de Mestrado para a Universidade Católica de Honduras.
Em setembro de 2012 foi inaugurado o curso de Licenciatura em Ciências da Comunicação, disponível exclusivamente no Campus Sagrado Coração de Jesus (CSJ).
Em dezembro de 2015 foi concretizada uma parceria com a Pontifícia Universidade Católica do Chile e a Universidade Anáhuac México Norte para a realização de um mestrado em Direito com professores de ambas as universidades.

## Reconhecimento pontifício
A Universidade Católica de Honduras "Nossa Senhora Rainha da Paz" (UNICAH) recebeu um reconhecimento pontifício da Santa Sé, integrando-se ao seleto grupo de universidades canonicamente reconhecidas mundialmente. Este significativo ato, celebrado em 11 de novembro de 2024, ocorreu no Auditório Magna do campus "Sagrado Coração de Jesus" em Tegucigalpa, marcando um marco na história da instituição. O reconhecimento foi concedido pelo Dicastério para a Cultura e a Educação da Santa Sé, que aprovou os novos estatutos da universidade, seu renovado escudo e a ratificação da reitora, Dra. Marleni Carolina Santos Molina. Este ato oficializa o compromisso da universidade com a excelência acadêmica, reafirmando sua alinhamento com os princípios do magistério da Igreja Católica. Durante a cerimônia, a reitora e o Grande Chanceler, Monseñor José Vicente Nácher Tatay, enfatizaram a importância deste reconhecimento como um renovado compromisso com a missão educativa e social da UNICAH.

## Governo
Os órgãos que governam a Universidade, conforme a terceira reforma aprovada pelo Decreto 4949-378-2023 do Conselho de Educação Superior, são:
- A Chancelaria: Cargo exercido pelo Arcebispo de Tegucigalpa.
- O Claustro Universitário: Composto pelo Grande Chanceler, que o preside; o Reitor; o Secretário Geral; os Vice-Reitores e os Diretores de Campus.
- O Senado Universitário: Formado pelo Reitor, que o preside; o Secretário Geral; os Vice-Reitores e os Diretores de Campus.

A máxima autoridade da universidade é o Chanceler, também conhecido como Grande Chanceler, para diferenciá-lo dos bispos que exercem a chancelaria nas dioceses onde se encontra o campus. O Grande Chanceler também exerce o cargo de Arcebispo de Tegucigalpa. Na sua qualidade de autoridade eclesiástica, é considerado o principal elo entre a universidade, a Igreja Católica em Honduras e a Santa Sé.
No entanto, apesar de ser a mais alta autoridade, essa pessoa não se envolve nas decisões tomadas dentro do Senado Universitário. Portanto, essa função recai sobre o Reitor, ou seja, a máxima autoridade acadêmica, que é auxiliado pelos demais membros do Senado.
A universidade, por estar distribuída em unidades acadêmicas, possui diferentes faculdades e escolas. Cada uma das faculdades e escolas é dirigida por seu respectivo decano (faculdade) ou coordenador (escola).
Além do campus central, localizado na Calle Los Alcaldes em Tegucigalpa, a universidade também conta com nove campi acadêmicos regionais, os quais são dirigidos por um diretor de campus. Além disso, possui dois campi administrativos: San José, sede da Reitoria no Bairro Casamata em Tegucigalpa, e El Tabor, na cidade de Valle de Ángeles (campus para retiros espirituais).

### Autoridades atuais
- Grande Chanceler: José Vicente Nácher, C.M., Arcebispo de Tegucigalpa.
- Reitora: Dra. Marleni Carolina Santos.
- Secretário Geral: Dr. Edgar Dubón.
- Vice-reitor Acadêmico: Dr. Francisco Castro.
- Vice-reitor Administrativo: Dr. Elio Misael Rápalo Maldonado.
- Vice-reitora de Pesquisa e Pós-graduação: Dra. Claudia Raudales.
- Vice-reitora de Pastoral: Dra. Gladis Natividad Tróchez.
- Chanceleres: Os bispos das dioceses correspondentes a cada campus.
- Senado universitário: Reitora e diretores dos 11 campi.

## Infraestrutura
A Universidade Católica de Honduras conta com diez campi acadêmicos distribuídos em algumas das seguintes cidades do país: Tegucigalpa, San Pedro Sula, La Ceiba, Choluteca, Juticalpa, Santa Rosa de Copán, Danlí, Siguatepeque e Olanchito. Além do campus central, a universidade possui uma sede administrativa —Campus Corporativo San José—, localizada no Bairro Casamata da cidade de Tegucigalpa.

### Campus acadêmicos
- Campus Sagrado Coração de Jesus, Tegucigalpa.
- Campus São Pedro e São Paulo, San Pedro Sula.
- Campus São Isidro, La Ceiba.
- Campus Deus Espírito Santo, Choluteca.
- Campus Santa Clara, Juticalpa.
- Campus Santa Rosa de Lima, Santa Rosa de Copán.
- Campus Santiago Apóstol, Danlí.
- Campus Jesus Sacramentado, Siguatepeque e sua extensão na cidade de Comayagua.
- Campus São Jorge, Olanchito.
- Campus São João Batista, Trujillo.

### Campus administrativos
- Campus Corporativo San José, Tegucigalpa.
- Campus Espiritual El Tabor, Valle de Ángeles.

### Edifícios por faculdade (Campus Central)
- Edifício A (San Pedro): Finanças
- Edifício B (San Andrés) e Edifício C (Santiago Mayor): Medicina
- Edifício D (San Juan):
  - D1: Psicologia
  - D2: Marketing e Administração de Empresas
  - D3: Relações Internacionais
  - D4: Ciências da Comunicação
- Edifício E (San Felipe): Direito
- Edifício F (San Bartolomeu): Engenharia em Ciências da Computação
- Edifício G (Santo Tomás): Estudos Gerais
- Edifício H (San Mateo): Laboratórios de Saúde
- Edifício I (Santiago Menor): Laboratórios de Engenharia
- Edifício J (San Judas Tadeu): Engenharia Industrial e Engenharia Ambiental
- Edifício K (San Simão): Engenharia Civil
- Edifício L: Arquitetura
- Edifício M: Medicina
- Hospital Odontológico Monseñor Agustín Hombach: Odontologia

### Hospitais universitários
- Hospital odontológico Monseñor Agustín Hombach, Campus Sagrado Coração de Jesus (Tegucigalpa).
- Hospital Universitário Padre Pío de Pietrelcina, Campus Sagrado Coração de Jesus (Tegucigalpa).

## Biblioteca

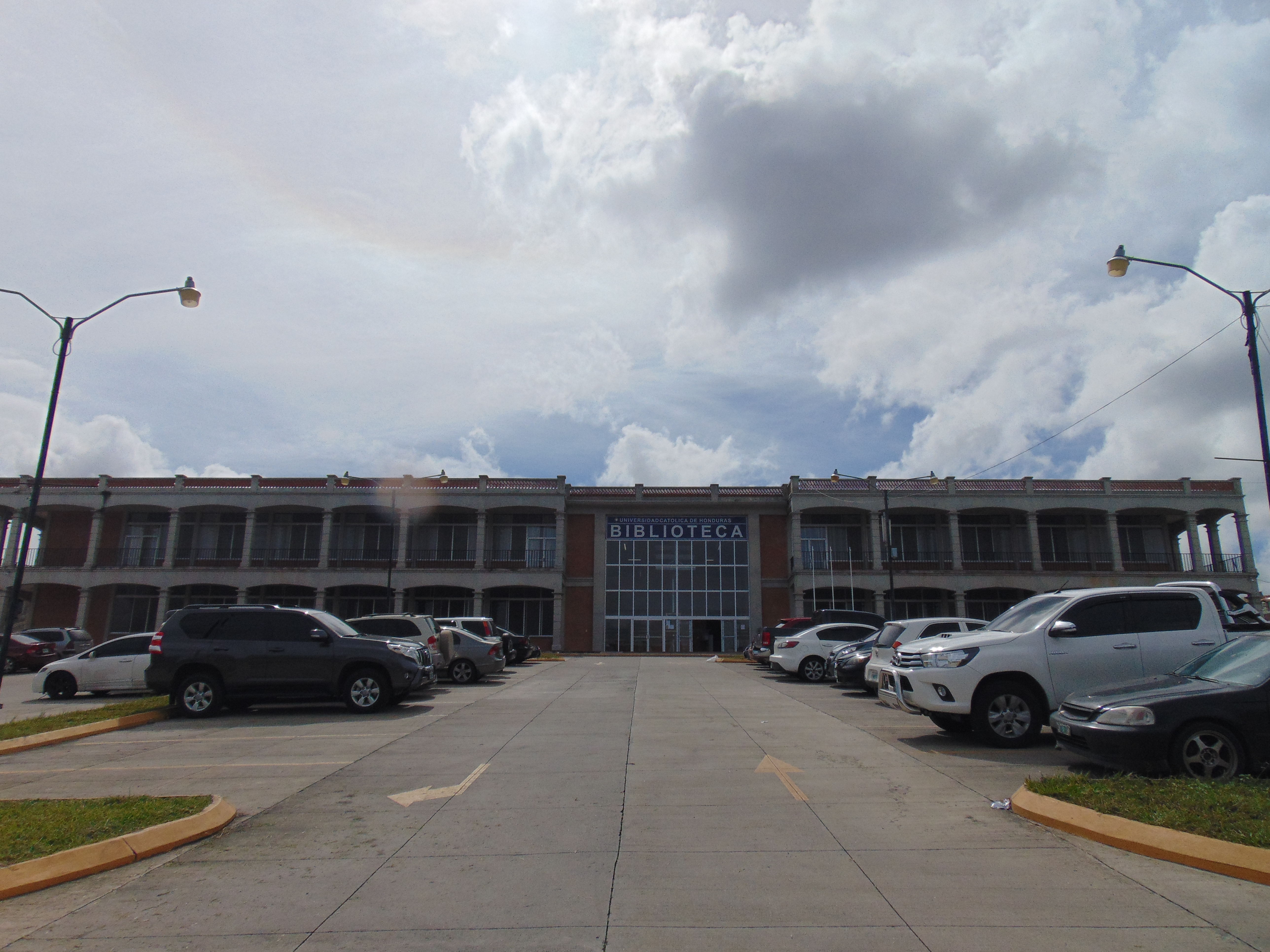
Vista frontal da Biblioteca Dr. Elio David Alvarenga Amador

A Biblioteca Dr. Elio David Alvarenga Amador tem como objetivo disponibilizar aos estudantes a bibliografia necessária para o processo de aprendizagem e pesquisa.
A biblioteca adota o sistema de “prateleira aberta”, ou seja, o usuário pode ir diretamente até a prateleira para procurar o livro de seu interesse, que está ordenado de acordo com o “Sistema Decimal Dewey”.
A Biblioteca oferece dois serviços de empréstimo de livros:
- Caráter interno, por um único dia, onde o usuário precisa apresentar seu cartão revalidado do respectivo período. Caso seja solicitado pelos bibliotecários, o usuário deverá preencher a ficha REG- PS- 602.

- Caráter externo, por um determinado período (máximo 7 dias) e de acordo com a disponibilidade do material. O usuário deverá apresentar seu cartão revalidado no respectivo período.

### Instalações
- Sala de Estudo Individual
- Sala Geral
- Sala de Referências e Hemeroteca
- Sala de Computadores
- Livraria Universitária (operada pela Livraria Universo)

## Faculdades e escolas
A Universidade Católica de Honduras conta com as seguintes faculdades:

### Faculdade de Ciências Administrativas
| Faculdade de Ciências Administrativas na Universidade Católica de Honduras | Faculdade de Ciências Administrativas na Universidade Católica de Honduras |
| Grau acadêmico                                                             | Duração                                                                    |
| -------------------------------------------------------------------------- | -------------------------------------------------------------------------- |
| Licenciatura em Administração de Empresas                                  | 4 anos                                                                     |
| Licenciatura em Finanças                                                   | 4 anos                                                                     |
| Licenciatura em Marketing                                                  | 4 anos                                                                     |
| Mestrado em Gestão de Negócios                                             | 2 anos                                                                     |
| Mestrado em Organizações Microfinanceiras                                  | 2 anos                                                                     |
| Mestrado em Administração de Empresas                                      | 1 ano e 6 meses                                                            |
| Mestrado em Economia e Finanças                                            | 1 ano e 6 meses                                                            |
| Mestrado em Gestão da Qualidade                                            | 1 ano e 3 meses                                                            |
| Doutorado em Ciências Administrativas                                      | 1 ano e 6 meses                                                            |

### Faculdade de Ciências da Saúde
| Faculdade de Saúde na Universidade Católica de Honduras | Faculdade de Saúde na Universidade Católica de Honduras |
| Grau acadêmico                                          | Duração                                                 |
| ------------------------------------------------------- | ------------------------------------------------------- |
| Grau em Medicina e Cirurgia                             | 8 anos                                                  |
| Grau em Odontologia                                     | 6 anos                                                  |
| Licenciatura em Enfermagem                              | 5 anos                                                  |
| Licenciatura em Nutrição                                | 5 anos                                                  |
| Mestrado em Gestão de Serviços de Saúde                 | 1 ano e meio                                            |
| Especialização em Endodontia                            | 1 ano e meio                                            |
| Especialização em Ortodontia e Ortopedia Maxilofacial   | 1 ano e meio                                            |
| Especialização em Periodontia                           | 1 ano e 3 meses                                         |

### Faculdade de Ciências Sociais
| Faculdade de Ciências Sociais na Universidade Católica de Honduras | Faculdade de Ciências Sociais na Universidade Católica de Honduras |
| Grau acadêmico                                                     | Duração                                                            |
| ------------------------------------------------------------------ | ------------------------------------------------------------------ |
| Licenciatura em Direito                                            | 5 anos                                                             |
| Licenciatura em Ciências da Comunicação                            | 4 anos                                                             |
| Licenciatura em Relações Internacionais                            | 4 anos                                                             |
| Mestrado em Direito Administrativo                                 | 1 ano e meio                                                       |
| Mestrado em Direito Processual Trabalhista                         | 1 ano e meio                                                       |
| Mestrado em Relações Internacionais e Comércio                     | 1 ano e 3 meses                                                    |

### Faculdade de Engenharia
| Faculdade de Engenharia na Universidade Católica de Honduras | Faculdade de Engenharia na Universidade Católica de Honduras |
| Grau acadêmico                                               | Duração                                                      |
| ------------------------------------------------------------ | ------------------------------------------------------------ |
| Engenharia Civil                                             | 4 anos e 6 meses                                             |
| Engenharia em Ciências da Computação                         | 4 anos e 3 meses                                             |
| Engenharia Industrial                                        | 4 anos                                                       |
| Engenharia Ambiental                                         | 4 anos                                                       |
| Mestrado em Gestão de Projetos                               | 1 ano e 3 meses                                              |

### Faculdade de Teologia
| Faculdade de Teologia na Universidade Católica de Honduras | Faculdade de Teologia na Universidade Católica de Honduras |
| Grau acadêmico                                             | Duração                                                    |
| ---------------------------------------------------------- | ---------------------------------------------------------- |
| Licenciatura em Teologia                                   | 4 anos                                                     |
| Mestrado em Ciências Religiosas                            | 1 ano e meio                                               |
| Mestrado em Teologia Espiritual                            | 1 ano e 3 meses                                            |
| Doutorado em Teologia Bíblica Pastoral                     | 2 anos                                                     |

### Escola de Psicologia
| Escola de Psicologia na Universidade Católica de Honduras | Escola de Psicologia na Universidade Católica de Honduras |
| Grau acadêmico                                            | Duração                                                   |
| --------------------------------------------------------- | --------------------------------------------------------- |
| Licenciatura em Psicologia                                | 4 anos                                                    |
| Mestrado em Psicologia                                    | 2 anos e meio                                             |

### Escola de Arquitetura
| Escola de Arquitetura na Universidade Católica de Honduras | Escola de Arquitetura na Universidade Católica de Honduras |
| ---------------------------------------------------------- | ---------------------------------------------------------- |
| Licenciatura em Arquitetura                                | 5 anos                                                     |